# Parti National Pro Patria

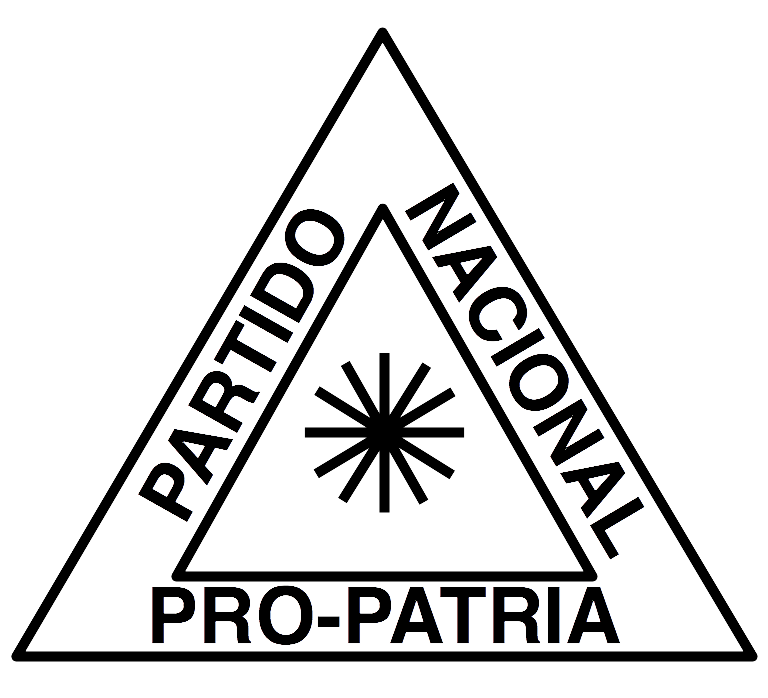
Logo du Parti National de Patrie.

Le Parti National de la Patrie (espagnol : Partido Nacional Pro-Patria), généralement nommé Parti National Pro Patria, était un parti politique nationaliste et autoritaire salvadorien fondé en 1931 (à partir de l'ancien Parti national républicain) par le général Maximiliano Hernández Martínez pour soutenir sa politique et son gouvernement, et établir un système de parti unique, interdisant effectivement tous les partis politiques à l'exception de celui-ci, éliminant toute compétition dans les élections et le recrutement des membres.